# Grossmanit
Das Mineral Grossmanit ist ein sehr seltenes Kettensilikat aus der Pyroxengruppe mit der Endgliedzusammensetzung CaTi3+AlSiO6.
Grossmanit kristallisiert mit monokliner Symmetrie und bildet farblose bis grüne Kristalle von wenigen µm Größe.
In einer frühen Phase der Entstehung unseres Sonnensystems kristallisierte Grossmanit-reicher Pyroxen bei hohen Temperaturen und extrem reduzierenden Bedingungen während der Resublimation des präsolaren Nebels und blieb in Einschlüssen von Meteoriten erhalten. Typlokalität ist ein Calcium-Aluminium-reicher Einschluss (CAI) des Allende-Meteoriten, in dem Grossmanit zusammen mit Spinell, Gehlenit, Perowskit und Grossit auftritt.

## Etymologie und Geschichte
Titan-haltige Pyroxene, z. B. Augite, sind lange bekannt und 1931 führte Thomas F. W. Barth das hypothetische Titan-Enddglied CaTi4+Al2O6 ein, als kristallchemische Erklärung für den Titangehalt der Augite von Hiva Oa, Marquesas. 1953 bestimmte E. R. Segnit experimentell die maximalen TiO2-Gehalte von Enstatit bei 1 bar (~6 Gew-%). Weitere experimentelle Untersuchungen zum Einbau von Ti4+ folgten z. B. an der Universität Hokkaidō in Japan und 1994 führten Richard O. Sack und Mark S. Ghiorso den Namen Al-Buffonit, nach dem französischen Naturforscher Georges-Louis Leclerc de Buffon, für das hypothetische Pyroxenendglied CaTiAl2O6 ein. Natürliche Pyroxene dieser Zusammensetzung wurden bislang nicht gefunden. 
Sehr titanreiche Pyroxene wurden seit Ende der 1960er Jahre in CAIs chondritischer Meteorite gefunden. Am 8. Februar 1969 ging der Allende-Meteorit bei Parral in Chihuahua in Mexiko nieder und beschäftigt seither Wissenschaftler weltweit. Louis H. Fuchs vom Argonne National Laboratory 40 km südwestlich von Chicago erhielt 14 g dieses frischen Meteoriten und berichtete noch im gleichen Jahr von ungewöhnlich Titan- und Aluminiumreichen Pyroxenen mit ~16 Gew-% TiO2 und ~21 Gew-% Al2O3. Die erste genauere Beschreibung eines grünen Pyroxens aus dem Vigarano Meteoriten als neue Mineralspezies mit 17 Gew-% TiO2, 26 Gew-% Al2O3 und nur 4 Gew-% MgO publizierten 1970 Mireille Christophe Michel-Lévy und Mitarbeiter von der Universität von Paris. Fuchs wies darauf hin, dass bei einer Berechnung der Strukturformel dieser Pyroxene mit 4-wertigen Titan zu geringe Kationengehalte ergeben und vermutete, dass ein erheblicher Anteil des Titans als Ti3+ vorliegt.
Die erste Synthese eines Ti3+- Pyroxenendglieds gelang C. T. Prewitt und Mitarbeitern 1972. Die von ihnen bestimmten optischen Eigenschaften dienten ein Jahr später Eric Dowty und Joan R. Clark als Referenz für ihren spektroskopischen Nachweis von Ti3+ in titanreichen Klinopyroxen aus dem Allende-Meteoriten. Die bis Mitte der 1970er Jahre bekannten Ti-reichen Pyroxene aus Meteoriten enthalten bis zu ~40 Mol-% der Ti3+- Komponente CaTi3+AlSiO6.
Im Jahr 2001 beschrieb die Gruppe um S. B. Simon und Lawrence Grossman von der University of Chicago Klinopyroxene aus dem Allende-Meteoriten (ALH3) mit bis zu 0,4 Ti3+ pro Formeleinheit und bestimmten 2007 die Oxidationsstufen von Titans und Vanadiums in titanreichen Pyroxenen aus verschiedenen Meteoriten mit Röntgen-Nahkanten-Absorptions-Spektroskopie (XANES). Sie bestätigten die Ti3+- Gehalte, die sich rechnerisch bei der Bestimmung der Strukturformeln aus Zusammensetzungen von Elektronenstrahlmikroanalysen ergaben.
Chi Ma und George R. Rossman vom California Institute of Technology in Pasadena (Kalifornien) beschrieben schließlich 2009 den Ti3+- Klinopyroxen aus 2 Einschlüssen des Allende-Meteoriten als neues Mineral. Sie benannten es nach dem Professor für Kosmochemie an der University of Chicago, Lawrence Grossman, in Anerkennung seiner fundamentalen Beiträge zur Meteoritenforschung.

## Klassifikation
In der strukturellen Klassifikation der International Mineralogical Association (IMA) gehört Grossmanit zusammen mit Augit, Burnettit, Davisit, Diopsid, Esseneit, Petedunnit, Hedenbergit, Johannsenit, Kushiroit und Tissintit zu den Kalziumpyroxenen in der Pyroxengruppe.
Da der Grossmanit erst 2008 als eigenständiges Mineral anerkannt und dies erst 2009 publiziert wurde, ist er weder in der seit 1977 veralteten 8. Auflage noch in der zuletzt 2009 aktualisierten 9. Auflage der Mineralsystematik nach Strunz verzeichnet. Auch die vorwiegend im englischen Sprachraum gebräuchliche Systematik der Minerale nach Dana kennt den Grossmanit noch nicht.
Im zuletzt 2018 überarbeiteten und aktualisierten Lapis-Mineralienverzeichnis nach Stefan Weiß, das sich im Aufbau noch nach der alten Form der Systematik von Karl Hugo Strunz in der 8. Auflage richtet, erhielt das Mineral die System- und Mineral-Nr. VIII/F.01-112. In der „Lapis-Systematik“ entspricht dies der Klasse der „Silikate“ und dort der Abteilung „Ketten- und Bandsilikate“, wo Grossmanit zusammen mit Aegirin, Aegirin-Augit, Augit, Davisit, Diopsid, Esseneit, Hedenbergit, Jadeit, Jervisit, Johannsenit, Kanoit, Klinoenstatit, Klinoferrosilit, Kosmochlor, Kushiroit, Namansilit, Natalyit, Omphacit, Petedunnit, Pigeonit, Spodumen und Tissintit die Gruppe der „Klinopyroxene“ mit der Systemnummer VIII/F.01 innerhalb der von Gruppe F.01 bis 02 reichenden Pyroxengruppe bildet.
Die von der Mineraldatenbank „Mindat.org“ weitergeführte Strunz-Klassifikation nach dem Schema der 9. Auflage ordnet den Grossmanit wie die Lapis-Systematik in die Abteilung der „Ketten- und Bandsilikate“ (Inosilikate), genauer in die Unterabteilung „Ketten- und Bandsilikate mit 2-periodischen Einfachketten Si2O6; Pyroxen-Familie“, wo er zusammen mit Augite, Davisit, Diopsid, Esseneit, Hedenbergit, Jeffersonit, Johannsenit, Kushiroit und Petedunnit die Gruppe der „Ca-Klinopyroxene, Diopsidgruppe“ mit der System-Nr. 9.DA.15 bildet (vergleiche dazu die gleichnamige Unterabteilung in der Klassifikation nach Strunz (9. Auflage)).

## Chemismus
Grossmanit mit der Endgliedzusammensetzung [M2]Ca[M1]Ti3+[T](AlSi)O6 ist das Titan-Aluminium-Analog von Diopsid ([M2]Ca[M1]Mg[T]Si2O6), wobei [M2], [M1] und [T] die Positionen in der Pyroxenstruktur sind.
Die empirische Zusammensetzung des Grossmanit aus der Typlokalität ist
- [M2]Ca1,000[M1](Ti3+0,35Al3+0,18Sc3+0,01V3+0,01 Mg0,25 Ti4+0,19)[T](Si1,07Al0,93)O6

Grossmanit enthält variable Mengen an Ti4+, entsprechend den Austauschreaktionen
- 2[M1]Ti3+ = [M1]Mg2+ + [M1]Ti4+ oder
- [M1]Ti3+ + [T]Si4+ = [M1]Ti4+ + [T]Al3+ (Al-Buffonit)[10]

Weiterhin bildet Grossmanit Mischkristalle mit Diopsid, Kushiroit, Davisit und Burnettit:
- [M1]Ti3+ + [T]Al3+ = [M1]Mg2+ + [T]Si4+ (Diopsid)
- [M1]Ti3+ = [M1]Al3+ (Kushiroit)
- [M1]Ti3+ = [M1]Sc3+ (Davisit)
- [M1]Ti3+ = [M1]V3+ (Burnettit)

Das Mischungsverhalten von Diopsid-Al-Buffonit-Kushiroit-Grossmanit-Mischkristallen ist komplex mit Mischungslücken, deren Lage und Ausdehnung stark Abhängig vom Ti3+/Ti4+- Verhältnis ist.

## Kristallstruktur
Grossmanit kristallisiert mit monokliner Symmetrie der Raumgruppe C2/c (Raumgruppen-Nr. 15) und 4 Formeleinheiten pro Elementarzelle. Die Gitterparameter des natürlichen Grossmanit sind a = 9,80(1) Å, b = 8,85(1)Å, c = 5,36(5)Å und β = 105,62(10)°.
Die Struktur ist die von Klinopyroxen. Silicium (Si4+) und Aluminium (Al3+) besetzen die tetraedrisch von 4 Sauerstoffionen umgebene T-Position, Calcium (Ca2+) belegt die oktaedrisch von 6 Sauerstoffen umgebene M2-Position und die ebenfalls oktaedrisch koordinierte M1-Position ist mit Titan (Ti3+) besetzt.

## Bildung und Fundorte
Grossmanit wurde bislang ausschließlich in Calcium-Aluminium-reichen Einschlüssen (CAIs) einiger chondritischer Meteorite gefunden. Grossmanit ist entweder ein primäres Kondensationsprodukt aus dem präsolaren Nebel oder kristallisiert aus Schmelzen aufgeschmolzener und rasch abgekühlter CAIs.
Typlokalität ist der Allende-Meteorite, ein Kohliger Chondrit, der am 8. Februar 1969 in der Gegend um Pueblito de Allende bei Parral im Bundesstaat Chihuahua in Mexiko nieder ging. Grossmanit wurde hier in CAIs entdeckt, wo er zusammen mit Spinell und Perowskit oder Spinell, Perovskit und Grossit als Einschluss in Gehlenit auftritt.
In einem flockigen Typ-A CAI ebenfalls aus dem Allende Meteoriten wurde ein Grossmanit-reicher Pyroxene zusammen mit Melilith, Spinell und Hibonit gefunden.
In den Chondriten des Rumuruti-Typs (R-Chondrite) Dhofar1223 und NWA 1476 wurden Titan-reiche Fassaite in einigen CAIs nachgewiesen – die Oxidationsstufe des Titans aber nicht bestimmt.
Im Ivuna CI1-Chondrit wurde Grossmanit mit bis zu 20 Gew-% TiO2 gefunden. Er tritt im Kern eines CAI zusammen mit Gehlenit, Spinel sowie kleinen Mengen Anorthit und Hibonit auf.
Grossmanit-reicher Davisit und Kushiroit wurde auch in einem CAI des CV Chondrits RBT 04143 vom Roberts-Massiv in Queen Maud Land, Ostantarktika (Antarktis) gefunden. Titan-, Aluminium- und Scandium-reiche Pyroxene treten isoliert oder zusammen mit Spinell, Perowskit oder Spinell und Perowskit als Einschluss in Gehlenit auf.